# 세방
세방(Sebang Co. Ltd.)는 대한민국의 해운 기업이자 세방그룹의 계열사이다. 본사는 부산광역시 남구 우암로 127 (감만동)에 위치해 있으며 대표이사는 최종일이다.

## 사업
항만하역사업 및 화물자동차 운송사업을 한다.

## 같이 보기
- 세방그룹
- 세방전지

## 참고문헌
1. ↑  나승두, SK증권 회사분석보고서- 세방